# Pronja (Oka)
Die Pronja (russisch Про́ня) ist ein 336 km langer rechter Nebenfluss der Oka im europäischen Teil Russlands.

## Verlauf
Sie entspringt in der Nähe der Wasserscheide zwischen den Flusssystemen der Wolga und des Don im Nordosten des Mittelrussischen Landrückens. Die Quelle liegt etwa 20 km südlich von Michailow im Südwesten der Oblast Rjasan.
Zunächst fließt der Fluss durch ein enges Tal in Richtung Norden, beschreibt aber schon nach wenigen Kilometern eine weite Kurve Richtung Westen und Südwesten. Etwa 15 km östlich von Kimowsk erreicht er die Grenze zur Oblast Tula. Hier wendet er sich nach Norden und wird zu einem Stausee aufgestaut.
Anschließend fließt die Pronja weiter in zunächst nördlicher Richtung entlang der Grenze der Oblaste Tula und Rjasan. Westlich von Oktjabrski wendet sie sich nach Osten. Kurz nachdem sie das Industriezentrum passiert hat, durchfließt sie Michailow. Anschließend fließt sie weiter, zunächst in Richtung Osten, dann in Richtung Südosten.
Bei Nowomitschurinsk wird der Fluss erneut aufgestaut. Danach passiert er Korablino im Norden, wendet sich anschließend in Richtung Norden und erreicht wenig südlich von Spassk-Rjasanski die Oka.
Der Fluss ist bei Anglern beliebt und ist in der eisfreien Zeit von April bis Ende November auf seinem Unterlauf schiffbar.